# Liechtensteiner-Cup 1947-1948
La Liechtensteiner-Cup 1947-1948 è stata la terza edizione della coppa nazionale del Liechtenstein conclusa con la vittoria finale del FC Triesen, al suo terzo titolo consecutivo.
Della competizione è noto solo il risultato della finale.

## Finale
L'incontro terminò 2-2 dopo i novanta minuti e venne deciso ai tempi supplementari.
| Vaduz | FC Triesen | 4 – 2 | Vaduz |  |